# Petricci
Petricci est une frazione située sur la commune de Semproniano, province de Grosseto, en Toscane, Italie. Au moment du recensement de 2011 sa population était de 121 habitants.

## Géographie
Le village est situé entre la vallée de la rivière Fiora et le Mont Amiata, à environ 5 km de Semproniano et 55 km de la ville de Grosseto,,.

## Monuments
- Église San Giuseppe, église paroissiale[1],[2]
- Ruines de le couvent de San Giusto